# Masti
Masti (dosłowne tłumaczenie: przyjemność, zabawa) – bollywoodzka komedia zrealizowana w 2004 roku przez Indra Kumar, autora Mann, Dil Miłość i Pyare Mohan. W rolach głównych wystąpili Vivek Oberoi, Ajay Devgan, Aftab Shivdasani i Riteish Deshmukh. Autorem muzyki jest Anand Raj Anand.

## Fabuła
Tematem filmu są perypetie trójki przyjaciół, którzy poprzysiągłszy sobie wolność szybko i wystawnie pożenili się. Gdy spotykają się znów po latach, najpierw udają szczęśliwych małżonków, a potem żalą się sobie nawzajem na zbytnią kontrolę, władzę czy też pobożność i frygidność żon. Film jest niejaką pochwałą małżeństwa.

## Obsada
- Ajay Devgan – Inspektor Sikander
- Vivek Oberoi – Meet Mehta
- Aftab Shivdasani – Prem
- Riteish Deshmukh – Amar
- Amrita Rao – Aanchal
- Tara Sharma – Geeta
- Genelia D’Souza – Bindiya
- Lara Dutta – Monica
- Satish Shah – Dr. Kapadia
- Archana Puran Singh – matka Bindiyi

## Nagrody
- Nagroda Star Screen dla Najlepszego Aktora Komediowego – Riteish Deshmukh
- Nagroda Zee Cine dla Najlepszeggo Aktora Komediowego – Riteish Deshmukh
- Nagroda Bollywood Movie dla Najlepszego Aktora Komediowego  – Aftab Shivdasani